# Love over Gold
Love over Gold là album thứ tư của ban nhạc rock Dire Straits đến từ Vương quốc Anh, phát hành vào năm 1982.

## Danh sách các bài trong album
(các bài đều do Mark Knopfler hát)
1. "Telegraph Road" – 14:15
2. "Private Investigations" – 6:45
3. "Industrial Disease" – 5:49
4. "Love Over Gold" – 6:16
5. "It Never Rains" – 7:54

## Tham gia
- Mark Knopfler - ghi ta, hát
- Alan Clark - keyboard
- John Illsley - ghi ta bass
- Hal Lindes - ghi ta đệm
- Mike Mainieri - marimba, vibraphone
- Ed Walsh - synthesizer
- Pick Withers - trống

## Sản xuất
- Nhà sản xuất: Mark Knopfler
- Remastering: Gregg Geller, Bob Ludwig
- Project coordinator: Jo Motta
- Synthesizer programming: Ed Walsh

## Xếp hạng
Album - Tạp chí Billboard (Bắc Mỹ)
| Năm  | Bảng           | Vị trí |
| ---- | -------------- | ------ |
| 1982 | Album nhạc Pop | 19     |

Đĩa đơn - Billboard (Bắc Mỹ)
| Năm  | Đĩa đơn              | Bảng             | Vị trí |
| ---- | -------------------- | ---------------- | ------ |
| 1982 | "Industrial Disease" | Mainstream Rock  | 9      |
| 1983 | "Industrial Disease" | Đĩa đơn nhạc Pop | 75     |